# Lễ kính Đức Maria

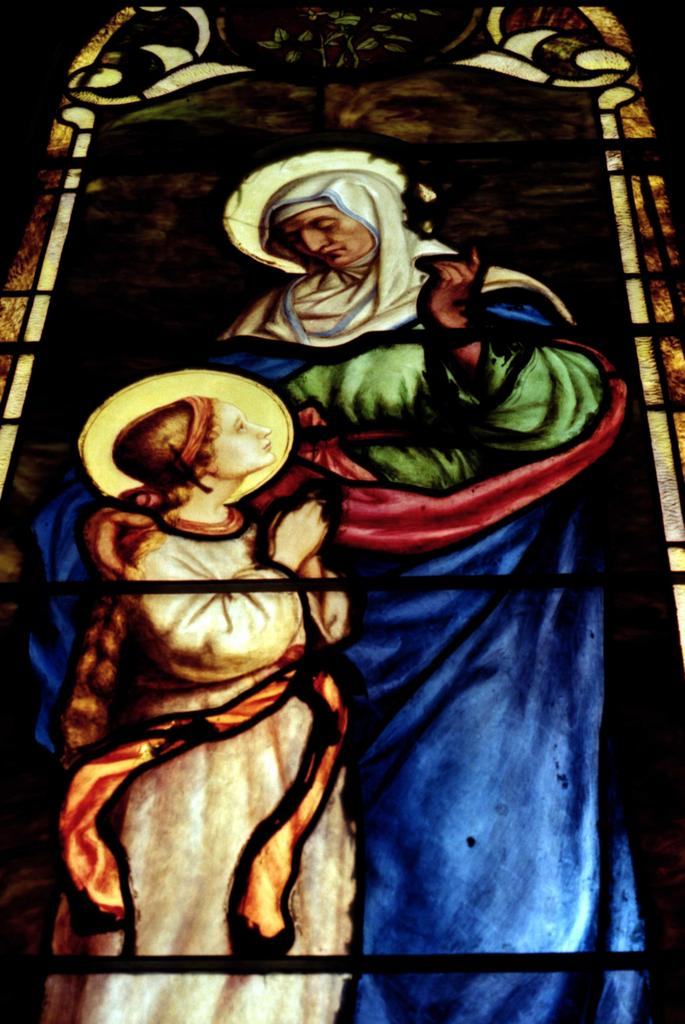
Nhà thờ San Albino, Mesilla, New Mexico (Tháng giêng, 1985).

Lễ nhớ Đức Maria là một tập hợp những ngày lễ trong năm phụng vụ được cử hành bởi các Kitô hữu để kỷ niệm các sự kiện trong cuộc đời của Maria và thể hiện lòng tôn kính của mình. Số các ngày lễ kính Đức Maria, tên (và thời gian diễn ra) có thể khác nhau giữa các giáo phái Kitô giáo.

## Danh sách trong Công giáo
- 1 tháng 1 Mẹ Thiên Chúa
- 8 tháng 1 Đức Mẹ Cứu Giúp Kịp Thời
- 2 tháng 2 Lễ Đức Mẹ dâng Chúa Giêsu trong đền thánh
- 11 tháng 2 Đức Mẹ Lộ Đức
- 25 tháng 3 Lễ Truyền Tin bởi thiên thần Gabriel[2]
- 26 tháng 4 Lễ Đức Mẹ Chỉ Bảo Đàng Lành[3]
- 1 tháng 5 Tháng Đức Mẹ
- 13 tháng 5 Đức Mẹ Fatima
- 24 tháng 5 Đức Mẹ Phù Hộ Các Giáo Hữu
- 31 tháng 5 Lễ Đức Mẹ Thăm Viếng
- 27 tháng 6 Đức Mẹ Hằng Cứu Giúp
- 16 tháng 7 Đức Mẹ núi Camêlô
- 2 tháng 8 Đức Mẹ của các Thiên Thần
- 5 tháng 8 Vương cung thánh đường Đức Bà Cả
- 15 tháng 8 Lễ Đức Mẹ Hồn Xác Lên Trời
- 21 tháng 8 Đức Mẹ Knock
- 22 tháng 8 Lễ Đức Mẹ Nữ Vương[4]
- 22 tháng 8 Đức Bà Đen Częstochowa
- 31 tháng 8 Lễ Đức Nữ Trung gian Maria[5]
- 8 tháng 9 Lễ sinh nhật của Đức Maria
- 12 tháng 9 Lễ Thánh Danh Đức Mẹ[6]
- 15 tháng 9 Đức Mẹ Sầu Bi
- 19 tháng 9 Đức Mẹ La Salette
- 24 tháng 9 Đức Mẹ Walsingham
- 7 tháng 10 Đức Mẹ Mân Côi
- 16 tháng 11 Lòng từ bi Đức Mẹ
- 21 tháng 11 Lễ dâng Đức Maria vào đền thánh
- 8 tháng 12 Đức Maria vô nhiễm nguyên tội
- 12 tháng 12 Đức Mẹ Guadalupe
- 1 ngày sau Lễ Thăng Thiên - Đức Mẹ Các Tông Đồ
- 1 ngày sau Lễ Hiện Xuống - Đức Mẹ Hội Thánh
- 9 ngày sau Lễ mình máu Chúa Giêsu - Trái tim vẹn sạch Đức Mẹ

Ngày 25 tháng 3 thường kính Đức Mẹ Đồng Trinh Trọn đời

## Ngày lễ trong Chính thống giáo Đông Phương
Những ngày lễ nổi bật nhất trong Chính thống giáo và Công giáo Hy Lạp bao gồm các ngày lễ sau (những ngày đại lễ được ghi đậm):
| 02-02: |  | Lễ Đức Mẹ dâng Chúa Giêsu trong đền thánh    |
| 25-03: |  | Lễ Truyền Tin của Mẹ Thiên Chúa (Theotokos). |
| 15-08: |  | Lễ Lên Trời của Mẹ Thiên Chúa.               |
| 08-09: |  | Lễ sinh nhật của Mẹ Thiên Chúa.              |
| 01-10: |  | Lễ cầu bầu của Đức Mẹ Maria                  |
| 21-11: |  | Lễ dâng Mẹ Thiên Chúa vào đền thánh          |
| 09-12: |  | Lễ kỷ niệm Đức Mẹ vô nhiễm nguyên tội        |
| 26-12: |  | Ngày lễ của Mẹ Thiên Chúa                    |